# Андрейцево (Торопецкий район)
Андрейцево — упразднённая деревня в Торопецком районе Тверской области России. На момент упразднения входила в состав Конищевского сельского округа.

## География
Урочище находится в западной части Тверской области, в зоне хвойно-широколиственных лесов, на правом берегу реки Большая Ноша, на расстоянии примерно 27 километров (по прямой) к северо-западу от города Торопца, административного центра района. Абсолютная высота — 140 метров над уровнем моря.

### Климат
Климат характеризуется как умеренно континентальный. Среднегодовая температура воздуха — 4,7 °C. Средняя температура воздуха самого холодного месяца (января) — −7,4 °C (абсолютный минимум — −45,7 °C), средняя температура самого тёплого (июля) — 17 °С (абсолютный максимум — 36,5 °С). Годовое количество атмосферных осадков составляет 752 мм, из которых большая часть (около 70 %) выпадает в тёплый период. Снежный покров устанавливается в среднем в третьей декаде ноября и держится около 5 месяцев. Среднегодовая скорость ветра — 2,9 м/с, варьирует от 3,4 м/с в ноябре до 2,4 м/с в августе.

## История
Исключена из учётных данных 1 ноября 2001 года.